# Lago Łebsko
Il lago Łebsko è un lago della Polonia situato nel voivodato della Pomerania. Fa parte del Parco Nazionale di Słowiński. Ha un'estensione di 70,2 chilometri quadrati, una lunghezza di 16,4 km e una larghezza di 7,6 km. La profondità massima è di 6,3 m. Il lago è attraversato dal fiume Łeba.